# BaseBoys
BaseBoys è una serie televisiva per ragazzi, trasmessa inizialmente da DR Ultra.

## Trama

### Stagione 1
Emil, Oliver, A. J. e Mikkel sono quattro giovani amici appassionati di videogiochi che si incontrano regolarmente nella cantina del nonno di Mikkel per giocare. Oliver è da sempre innamorato di Mathilde, la sorella del suo migliore amico Emil, ma non trova mai il coraggio di dichiararsi. I quattro, armeggiando con i computer, riescono piuttosto casualmente a mettere insieme una canzone che di lì a poco diventerà una hit sui social media. Quando poi i ragazzi firmano un contratto con Ricco La Cour, direttore di una potente agenzia dello show business, allora nasce la boy band dei BaseBoys, sulle ali del cui successo essi sperano di lasciarsi miracolosamente alle spalle i piccoli o grandi problemi della vita quotidiana.
Ma Oliver, per far colpo su Mathilde, non esita a compiere un'azione inconsulta, che tra l'altro mette in pericolo la salute di Emil. Quando la cosa viene risaputa l'amicizia fra i quattro giovani risulta essere incrinata. I BaseBoys, inoltre, per la loro inesperienza nel settore e per le loro capacità musicali a dir poco limitate – almeno in senso tradizionale – vengono meno alle aspettative di Ricco, e disattendono così il contratto. A farne le spese è il nonno di Mikkel, che, come garante, ha firmato il contratto e che si vede, a copertura delle spese anticipate per la pubblicità e il merchandising, pignorare la casa, che passa a Ricco come nuovo proprietario. I ragazzi tentano invano di porre rimedio alla situazione organizzando un concerto degli ormai sciolti BaseBoys. La loro amicizia svanisce, e il rapporto di Oliver e Mathilde resta appeso ad un filo.
Tre mesi dopo Emil risulta essere lanciato in una fiorente carriera da cantante solista.

### Stagione 2
Dopo ulteriori tre mesi Emil, sulla via del pieno successo, è cooptato all'interno della ditta produttrice della bevanda Gun Powder, capitanata da Fritz (di cognome, appunto, Powder), che gli promette il trasferimento negli USA dove condurrà una vita agiata da cantante famoso. Il resto degli ex-BaseBoys sente la sua mancanza, ora che Emil è impegnatissimo, e si ripropone prima di non farlo partire, poi, piuttosto singolarmente, di partire con lui.
Ma il sogno statunitense è protratto indefinitivamente a bella posta da Max, desideroso solo di far soldi, che indice una competizione fra Emil e i BaseBoys e il neo-formato gruppo rivale delle GoldGirls, messo assieme, di nuovo, da Mathilde. Chi riuscirà a vendere il maggior numero di bibite Gun Powder andrà negli Stati Uniti. A questo punto si scatena una lotta furibonda, senza esclusione di colpi, fra i due gruppi musicali. Lotta che comprende fra l'altro una disputa culinaria, una gara di videogiochi, e partecipazione a concerti. I BaseBoys e Emil adottano preferibilmente una tattica palesemente disonesta (giungendo a compiere un sabotaggio industriale), e le GoldGirls sopportano.
Più avanti si scopre che Fritz, oltre ad essere un capitalista affamato esclusivamente di profitto, è un delinquente: infatti ha rapito Emil, che tiene prigioniero nel proprio ufficio. Scopo di entrambi i gruppi musicali diventa ora quello di liberare Emil, e allo stesso tempo di smascherare il doppio gioco e le attività criminali di Fritz. Nel corso di un concerto "finale" i ragazzi riusciranno in extremis nel loro intento, mentre Fritz viene arrestato.

## Personaggi

### Emil
È l'unico del gruppo in grado veramente di cantare. Soffre di asma, per la qual cosa porta sempre con sé un inalatore tramite il quale, all'occorrenza, assumere la medicina di cui ha bisogno. Ed è proprio a motivo di questa medicina che si formerà la frattura fondamentale fra i componenti della band. Attratto smodatamente dal miraggio di una vita da popstar negli USA si lascia perciò andare ad azioni discutibili, specie nei riguardi della sorella Mathilde.

### Mathilde
Sorella di Emil e grande esperta di boy band, aiuta i BaseBoys (e più avanti le GoldGirls) a trovare il look adatto e li sostiene in ogni occasione. Prima di rendersi conto dell'affetto che Oliver nutre per lei ha una storia piuttosto effimera con un giovane cantante già affermato, Liam, dal carattere peraltro decisamente scialbo. Nel corso del tempo sopporta con pazienza i comportamenti non sempre ineccepibili di Oliver, con il quale alla fine si riunisce.

### Oliver
Innamorato, "dai tempi dell'asilo" di Mathilde, la sorella del suo miglior amico, è l'autore dei testi delle canzoni dei BaseBoys. È combattuto fra la fedeltà amicale a Emil e il mantenimento del rapporto con Mathilde in un ambito sostenibile.

### A.J.
A. J., come componente di una boy-band ha una particolarità: è una ragazza. Condivide tuttavia i passatempi ed i comportamenti dei suoi amici maschi.  Autrice della musica delle rare canzoni della band, che mette insieme in qualche modo ricavandola da alcune app, è un'esperta di computer e, all'occorrenza, una hacker.

### Ricco La Cour
È il capo dell'agenzia che mette sotto contratto i BaseBoys. Personaggio non privo di una latente ironia che ridicolizza le idiosincrasie e le apparenti paradossalità dello show business.

## Lista degli episodi
- 1. Skal vi være stjerner? ("Diventeremo star?")
- 2. Sælger ulovlig energidrik ("Vendita abusiva di energy drink")
- 3. Til grin foran skolen? ("Zimbelli della scuola")
- 4. Det mystiske hit ("La hit misteriosa")
- 5. En mega makeover ("Nuovo look")
- 6. Hacker et hotel ("Hacker all'hotel")
- 7. Kan han se vi lyver? ("Capirà che stiamo fingendo?")
- 8. Flygter fra vores fans ("Fuga dai fan")
- 9.  Hævn over mobning ("Vendetta per il mobbing")
- 10. Skrider fra musikvideo ("Abbandonare il video musicale")
- 11. Fester med VIP-stjerne ("Festeggiando con i VIP")
- 12. Min falske kæreste ("La mia finta fidanzata")
- 13. Ofrer sig for bandet ("Sacrificarsi per la band")
- 14. Svigter sin bedste ven ("Tradire il proprio miglior amico")
- 15. Går amok på tv! ("Scenata in TV!")
- 16. En farlig hemmelighed ("Un segreto pericoloso")
- 17. Smidt ud af bandet? ("Cacciato dalla band?")
- 18. R.I.P. vores band! ("R.I.P. la band")
- 19. Vi stjæler en bil ("Rubiamo un'auto")
- 20. Kan du tilgive os, Emil? ("Ci puoi perdonare, Emil?")
- 21. Holder kæmpe koncert ("Grande concerto")

- 22. Venner 4ever? ("Amici Xsempre?")
- 23. Vi har mistet Emil ("Abbiamo perso Emil")
- 24. Stjæler fra slikbutik ("Furto al negozio di dolciumi")
- 25. Ny pige i klassen ("Nuova ragazza in classe")
- 26. Møde med Emil går galt ("L'incontro con Emil va male")
- 27. Mathilde starter pigeband ("Mathilde fonda una girl-band")
- 28. Til grin foran alle ("Zimbelli di tutti")
- 29. Slås på scenen ("Lotta sulla scena")
- 30. Kæmper mod GoldGirls ("Contro le GoldGirls")
- 31. En sindsyg battle ("Una battaglia insensata")
- 32. Vi snyder pigerne ("Inganniamo le ragazze")
- 33. AJ hacker Fortnite ("AJ manomette Fortnite)
- 34. Kan vi stjæle sangen? Parte 1 ("Rubiamo la canzone?")
- 35. Kan vi stjæle sangen? Parte 2
- 36. Oliver svigter Mathilde ("Oliver tradisce Mathilde")
- 37. Lad os sprænge Gunpowder i luften? ("Distruggiamo le Gunpowder?")
- 38. Opdager kæmpe hemmelighed ("Si svela un gran segreto")
- 39. Vi SKAL redde Oliver! ("DOBBIAMO salvare Oliver!")
- 40. Vi har en vild plan! ("Abbiamo un piano pazzesco!")
- 41. Fanget på scenen ("Prigionieri sul palco")
- 42. Hvad skal der ske med os? ("Che ne sarà di noi?")